# シラヒゲウミスズメ
シラヒゲウミスズメ（白髭海雀、学名：Aethia pygmaea）は、チドリ目ウミスズメ科に分類される鳥類の一種である。

## 分布
千島列島、カムチャツカ半島、アリューシャン列島などオホーツク海とベーリング海の周辺で繁殖し、冬季も繁殖地の島からあまり離れていない海域に生息する。
日本においては、冬季まれな冬鳥として北海道や本州北部の北日本の海上で観察される。

## 形態
体長は18cmほどで、ウミスズメ科の中ではコウミスズメに次いで小さい種類である。
目の上・下・後ろ3方向に白い飾り羽が長く伸び、これが和名の由来となっている。英名の"Whiskered"も「頬ひげがある」という意味で、やはり顔の飾り羽に由来した名前といえる。さらに額にはエトロフウミスズメのような長く前方にカールした冠羽もある。夏羽ではこれらの飾り羽が目立つが、冬羽ではそれぞれの飾り羽が細く目立たなくなる。飾り羽以外はほぼ全身が黒褐色の羽毛に覆われるが、腹から下尾筒（かびとう : 尾の下部）は白色である。くちばしは橙色で先端は淡褐色、足は青灰色である。
外見はエトロフウミスズメやコウミスズメ、ウミオウムと似るが、エトロフウミスズメは体が大きく顔の飾り羽が少なく下尾筒が黒いこと、コウミスズメやウミオウムは冠羽がなく胸から腹にかけて白いことでそれぞれ区別する。

## 生態
海に潜水してプランクトンを捕食するが、摂食は海岸からほぼ16km以内で行う。繁殖期にはケンミジンコ類を捕食するが、冬にはオキアミ類の割合が増える。
春に海岸の崖に集団繁殖地（コロニー）を作るが、他のウミスズメ類と混じって巣を作ることも多い。岩の隙間に1個だけ卵を産み、雌雄で抱卵と育雛を行う。